# Drum + Fife
Drum + Fife è un singolo del gruppo musicale statunitense The Smashing Pumpkins, pubblicato il 21 novembre 2014 come terzo estratto dal nono album in studioMonuments to an Elegy.

## Descrizione
Questo brano è stato presentato su NME il 21 novembre 2014. In un'intervista alla stessa rivista musicale Billy Corgan ha dichiarato che originariamente era un brano folk e ha attribuito il merito del suo cambiamento a Tommy Lee che si è offerto di lavorarci un po' sopra, trasformandolo nella versione attuale.

## Video musicale
Nel video diretto da Jimmy Ahlander e Robin Antiga, compaiono un gruppo di ragazzi tra cui un tamburino che giocano nel deserto con delle fionde, quando alcune mine esplodono intorno a loro. Il video rappresenta in modo allegorico ciò che i soldati statunitensi provano quando rientrano e attraversano il PTSD, infatti nel finale compare anche un reduce.

## Tracce
Download digitale
1. Drum + Fife – 3:54 (Billy Corgan)

## Formazione
The Smashing Pumpkins
- Billy Corgan – voce, chitarra, basso, tastiere
- Jeff Schroeder – chitarra

Altri musicisti
- Tommy Lee – batteria